# فضيحة الاحتيال في رعاية الأطفال في هولندا

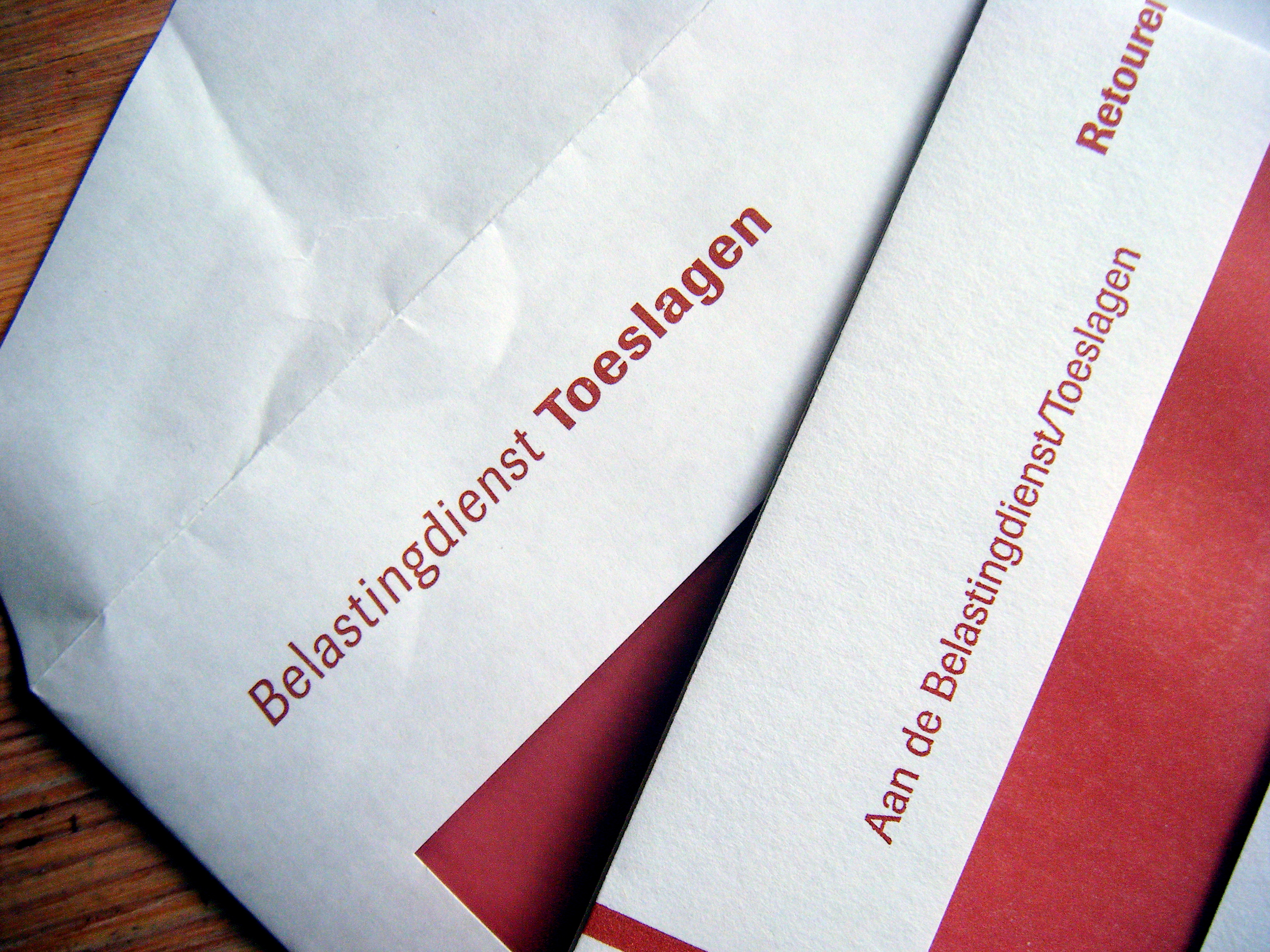

فضيحة الاحتيال في رعاية الأطفال هي فضيحة اتُهم فيها ما يقرب من 26000 من الآباء في هولندا -بشكل غير عادل- بالاشتباه في كونهم محتالين فيما يتعلق بمطالبات بدل رعاية الأطفال و/أو كانوا ضحية لمقاربة قاسية من قبل إدارة الضرائب والجمارك الوطنية من 2013 حتى 2019 على الأقل في حملة على الاحتيال. ظهرت القضية الجمهور في سبتمبر 2018. وتحدث المحققون في الفضيحة عن «التحيز المؤسسي»، وانتهاك «مبادئ سيادة القانون»، و«عدم القدرة الإدارية» ووُصف إجراء العمل بأنه «تمييزي».
في عام 2019، استقال وكيل وزارة المالية الهولندي مينو سنيل بسبب سوء تعامله مع القضية. في عام 2021، وقبل شهرين من الانتخابات العامة الهولندية 2021، سقطت حكومة روتي الثالثة بعد تقرير من لجنة استجواب برلمانية. جاء ذلك في نفس اليوم الذي استقال فيه وزير الشؤون الاقتصادية والمناخ إيريك ويبس، حيث كان مسؤولاً في مجلس الوزراء السابق كوكيل لوزارة المالية.

## التاريخ

### إدخال البدلات
في عام 2004، صدر قانون رعاية الطفل (بالهولندية: Wet kinderopvang)، الذي ينظم إدخال بدلات رعاية الأطفال. يُمكن للوالدين الذين يعملون (أو لديهم دخل من العمل) أن يتقدموا بطلب للحصول على بدل رعاية الأطفال، وكذلك من قبل الوالدين الوحيدين الذين يعملون، ليستفيد أطفالهم من مخصصات رعاية الأطفال، وكذلك دفع مرتبات «راعية الأطفال» babysitter من خلال وكالة رعاية الأطفال. وكانت وزارة الشؤون الاجتماعية والعمل هي المسؤولة عن القانون، لكن إدارة الضرائب والجمارك (التابعة لوزارة المالية الهولندية) هي المسؤولة عن تنفيذه، بما في ذلك الدفع ومنع الاحتيال.
في عام 2005، تم أيضًا تقديم القانون العام للمخططات المعتمدة على الدخل (بالهولندية: Algemene wet inkomensafhankelijke regelingen)، والذي تضمن أحكامًا عامة بشأن جميع البدلات. ولم يُدرَج «شرط المشقة» التقليدي، الذي يسمح باستثناءات من القانون إذا اعتُبرت العواقب غير معقولة، على الرغم من نصيحة مجلس الدولة الهولندي.

### وكالةDe Appelbloesem لرعاية الأطفال
في السنوات التي أعقبت تقديم بدل رعاية الأطفال، ظهرت وكالات رعاية الأطفال التي ارتكبت الاحتيال من خلال عدم طلب مساهمة شخصية من الوالدين. في كثير من الأحيان لم يعرف الوالدان أن المساهمة الشخصية كانت مطلوبة واعتمدوا على المعلومات التي قدمتها وكالة رعاية الأطفال. مثال على ذلك وكالة De Appelbloesem لرعاية الأطفال، حيث أعطى الوالدان معلومات تسجيل الدخول إلى DigiD لوكالة رعاية الأطفال من أجل التقدم بطلب للحصول على الإعانة. في عام 2009، داهمت دائرة المعلومات والتحقيقات المالية (FIOD) الوكالة وفي عام 2015، حُكم على مديرها بالسجن ثمانية عشر شهرًا بتهمة الاحتيال والتزوير. كان على الوالدين سداد بدل رعاية الأطفال بالكامل، بما في ذلك ما حصلوا عليه بعد تركهم التعامل مع وكالة De Appelbloesem، وفقًا للقانون المنصوص عليه وفقًا لإدارة الضرائب والجمارك.
في نوفمبر 2010، جرى تمرير اقتراح من قبل ريتشارد دي موس النائب عن حزب الحرية (PVV) في مجلس النواب الهولندي لاسترداد هذا الضرر من وكالة رعاية الأطفال المحتالة وليس من الآباء الذين تصرفوا بحسن نية. كتب وزير الشؤون الاجتماعية هينك كامب في رسالة إلى مجلس النواب أن هذا غير ممكن قانونيًا وأن الآباء يمكنهم تحميل وكالة رعاية الأطفال المسؤولية بموجب القانون الخاص. كانت وكالة رعاية الأطفال مفلسة منذ ستة أشهر في ذلك الوقت.
استأنف الوالدان ضد إعادة دفع ذلك البدل، ولكن بعد عدد من الدعاوى القضائية، انحاز مجلس الدولة إلى إدارة الضرائب والجمارك في عام 2012، والتي أكدت أن القانون يقتضي إعادة بدل رعاية الأطفال بالكامل.

### الاحتيال البلغاري
في عام 2013، كشفت RTL Nieuws أن البلغار يسيئون استخدام نظام البدلات الهولندي. حيث قامت عصابة بتشجيع البلغار على القدوم لفترة وجيزة إلى هولندا، والتسجيل في عنوان هناك، والتقدم للحصول على 6000 إلى 8000 يورو كبدل رعاية صحية وبدل سكن لكل شخص بأثر رجعي. ونظرًا لأن سلطات الضرائب في ذلك الوقت دفعت الأموال على الفور، ولم يتم التحقق منها إلا بعد ذلك، فقد غادر البلغار بالفعل لحظة اكتشاف سلطات الضرائب أن ذلك الدفع غير مبرر. اتضح في النهاية أنه في الفترة 2007-2013، تلقى 805 بلغاريًا حوالي أربعة ملايين يورو من المدفوعات غير المبررة. ووفقًا لوكيل الوزارة فرانس ويكيرز، فإن العديد من هذه القضايا لم تكن احتيالًا متعمدًا بل إهمالًا. في نهاية المطاف، وأفلت Weekers من طلب حجب الثقة في قضية احتيال البلغار، حيث دعمه أحزاب الائتلاف (PvdA وVVD) واثنين من أحزاب المعارضة الصغيرة (SGP وChristenUnie).

### محاربة الاحتيال
ردًا على عمليات الاحتيال البلغارية، أصر مجلس النواب على تشديد منع الاحتيال. كان هذا بالإضافة إلى تكثيف مكافحة الاحتيال المعلن عنها في اتفاق ائتلاف حكومة مارك روت الأولى. للاستجابة لذلك، جرى إنشاء فريق إدارة الاحتيال في 28 مايو 2013، ويتألف من كبار المسؤولين من إدارة الضرائب والجمارك ووزارة المالية، بهدف التركيز بشكل أكبر على مكافحة الاحتيال. في نفس العام، قرر فريق إدارة الاحتيال إنشاء منسقي نهج (CAF). المنسق يشير إلى الشخص أو المؤسسة التي تُسهل الاحتيال (أو يُشتبه في تسهيله للاحتيال). وفي موضوع بدل رعاية الأطفال، كان هذا يعني أن CAF بحثت عن وكالات رعاية الأطفال التي تُسهل الاحتيال (أو المشتبه بقيامها بذلك)، ثم قامت بالتحقيق في طلبات الإعانة المرتبطة بها.
في يونيو 2013، جرى أيضًا إنشاء اللجنة الوزارية لمعالجة الاحتيال بقيادة رئيس الوزراء مارك روت، والتي كانت قائمة حتى عام 2015. في هذه اللجنة، وُضعت عدد من المبادئ لمكافحة الاحتيال من قبل الحكومة الوطنية. لم تُناقش هذه اللجنة طريقة عمل إدارات الضرائب والجمارك لكشف الاحتيال في البدلات على وجه التحديد. في خريف عام 2013، أُعِد خطاب إلى البرلمان حدد في البداية نهجًا صارمًا، لكنه أكد في النهاية على الحاجة إلى التصرف بشكل متناسب من قبل الحكومة، والثقة بدلاً من عدم الثقة.

## الحالات

### CAF 11 هاواي
القضية الأولى التي أصبحت علنية حيث كانت شدة مكافحة الاحتيال في بدل رعاية الأطفال ظاهرة للعيان كانت الحالة الحادية عشرة لـ CAF ؛ واسمها CAF 11 Hawaii. كان هذا التحقيق مع وكالة Dadim لرعاية الأطفال في أيندهوفن. تلقت الحكومة المحلية إشارات في عام 2011 بأن هذه الوكالة كانت تُسهل الاحتيال من خلال بدل رعاية الأطفال. حكم القاضي في عام 2012 بأنه لم يُعثر على أي احتيال، لكن إدارة الضرائب والجمارك في أكتوبر 2013 اعتبرت هذه الوكالة مشتبه بقيامها بالاحتيال. وفي نوفمبر 2013، تم إجراء ستة عشر زيارة لاحقًا إلى مربيات الأطفال المنتسبين لهذه الوكالة، ولكن لم يُعثر على دليل على الاحتيال. ومع ذلك، في أبريل 2014، جرى تصنيف 317 من الآباء الذين تعاملوا مع هذه الوكالة على أنهم محتالون. كان كل هؤلاء الآباء تقريبًا يحملون جنسية ثانية.

### حالات CAF أخرى
تبين لاحقًا أن CAF نفذت 630 حالة أخرى، ربما تنطوي على نفس الشدة كما في حالة CAF 11 Hawaii. وتشير التقديرات إلى أن نحو 2200 أسرة كانت ضحايا نفس الشدة. جرى تحويل 200 فقط من هذه الملفات إلى النيابة العامة لاستخدامها وثائق مزورة، فأُدين 15 فقط وجرت تسويات مع 8.
استخدم CAF نهجًا جماعيًا في العديد من هذه الحالات، استنادًا إلى «نهج 80/20» (80٪ احتيال، 20٪ بريء). لم يكن هناك دليل كمي على ذلك من إدارة الضرائب والجمارك واتضح أنه من الصعب على الآباء الأبرياء إثبات العكس.

### إعادة البدلات بالكامل
صار هناك عدة آلاف من الآباء الذين وقعوا ضحية للوائح الصارمة حيث يمكن أن يؤدي خطأ بسيط إلى استرداد كامل بدل رعاية الأطفال. وهذا ما نص عليه القانون وأكده في البداية قرار من مجلس الدولة. في عام 2019، تراجع مجلس الدولة عن هذا القرار. ثم تقرر إعادة المبلغ المسترد إلى الوالدين، وربما أيضًا التعويض على أساس كل حالة على حدة. يتعلق هذا بحوالي 8000 من الوالدين.

### «النية / الإهمال الجسيم»
عندما اشتبهت إدارة الضرائب والجمارك في ارتكاب أفعال احتيال جسيمة، تم وصف الوالدين بوصف «النية / الإهمال الجسيم» (بالهولندية: Opzet / Grove schuld). بسبب هذا الوصف، لم يكون الوالدين مؤهلين لترتيب السداد. من خلال ترتيب السداد، سيسمح لهم بسداد ديونهم وفقًا لقدرتهم على السداد في غضون عامين لتجنب الانخفاض إلى ما دون مستوى الكفاف. تعتبر الديون التي بقيت بعد تلك الفترة غير قابلة للاسترداد من قبل إدارة الضرائب والجمارك. أظهرت التحقيقات اللاحقة أن 96 بالمائة تلقوا هذا الوصف بالخطأ. ونظرًا لأن الآباء لم يكونوا مؤهلين للحصول على خطة سداد، فقد أصبحوا مثقلين بالديون.
في نوفمبر 2020، أعلنت وكيلة الوزارة ألكسندرا فان هوفلين مذكرة تعود إلى عام 2016، ذكرت أن جميع الأشخاص الذين لديهم دين يخص رعاية الأطفال يزيد عن 3000 يورو قد وُصفوا تلقائيًا بوصف «النية/ الإهمال الجسيم». وفقًا لـ فان هوفلين، لم يكن من الواضح ما إذا كانت هذه المذكرة قد تم تنفيذها بالفعل.

### الآخرين
في البداية، أشارت فضيحة الاحتيال المتعلقة برعاية الأطفال على وجه التحديد إلى القضية المحيطة ببدل رعاية الأطفال. ولكن في وقت لاحق اتضح أنها قابلة للتطبيق أيضًا على بدل الإيجار وبدل الرعاية والميزانية المتعلقة بالطفل. في حالة ضريبة الدخل أيضًا، يبدو أن تصنيف الاحتيال كان على أساس الشكوك. تحت الاسم الرمزي «مشروع 1043»، واجه عشرات الآلاف من المواطنين أسلوبًا صارمًا في الاحتيال.

## التحقيقات
في 9 أغسطس 2017، نشر أمين المظالم الوطني تقريرًا بعنوان «لا لعب قوة، لكن لعب نظيف» حول 232 من آباء في قضية CAF 11 Hawaii. حيث انتقد أمين المظالم بشدة النهج القاسي الذي اتبعته إدارة الضرائب والجمارك في هذه القضية، وأوصى بتعويض هؤلاء الآباء. وظهرت فضيحة الاحتيال المتعلقة برعاية الأطفال للعلن عندما نشرت صحيفة RTL Nieuws وTrouw عن هذه القضية في سبتمبر 2018.
فتح الحزب الاشتراكي SP خطًا ساخنًا للضحايا وأصدر كتابًا أسودًا على أساس 280 شكوى وردت إليه، والتي سُلمت إلى وكيل الوزارة مينو سنيل في 28 أغسطس 2019.
كما حققت دائرة التدقيق التابعة للحكومة المركزية في فضيحة الاحتيال المتعلقة برعاية الأطفال في عام 2019. على وجه التحديد، كان الهدف من التحقيق هو معرفة ما إذا كانت قضية CAF 11 Hawaii قد حدثت أيضًا في قضايا CAF الأخرى. كان الجانب المثير للجدل حول هذا التحقيق هو أن كبار المسؤولين في السلطات الضريبية ذكروا أن أهم ثلاثة لاعبين رئيسيين في فضيحة الاحتيال المتعلقة برعاية الأطفال، الذين يعملون في CAF، لن يجري مقاضاتهم.
بعد أن وافق مجلس الدولة سابقًا مع إدارة الضرائب والجمارك على نهجهم الصارم تجاه الاحتيال، عاد مجلس الدولة عن موقفه في أكتوبر 2019. على عكس الأحكام السابقة، أعرب مجلس الدولة عن رأي مفاده أن إدارة الضرائب والجمارك لديها السلطة التقديرية لتوفير التخصيص.

### التقارير الداخلية
في وقت مبكر من عام 2009، أصدر محامي الأراضي في هولندا مسودة توصية، والتي ألمحت إلى إمكانية اتباع نهج أقل قسوة في القانون بالنسبة للآباء الذين لم يدفعوا المساهمة الشخصية بناءً على نصيحة وكالة رعاية الأطفال الخاصة بهم. وصف محامي الدولة النهج الصارم (استعادة كل شيء) بأنه «مُبَرَّر»، لكنه حث على توخي الحذر بشأن الحقائق والظروف الفردية. من غير الواضح سبب عدم اتباع هذه النصيحة. لا يزال المحتوى الدقيق لهذا التقرير الاستشاري سريًا، بسبب سياسة عدم الكشف عن نصيحة محامي هولندا. ومع ذلك، تمت مناقشة محتواها العام في مجلس النواب في ديسمبر 2020.
في نوفمبر 2019، أرسل موظف سابق أيضًا رسالة عاجلة إلى مجلس النواب، كان يتعامل مع الاعتراضات إلى مصلحة الضرائب / إدارة تحصيل الرسوم الإضافية في الفترة من من 2014 إلى 2016. في رسالته العاجلة، قال إن الوالدين عوملوا بقسوة غير عادلة وأن الحماية القانونية لم تكن صحيحة. كما كتب أنه أبلغ مشرفه بهذا الأمر عدة مرات، لكن لم يتم فعل أي شيء حيال ذلك.
في أكتوبر 2020، أعلن أن المحامية الداخلية ساندرا بالمين أبلغت أيضًا عن أفعال غير قانونية في قسم البدلات في عام 2017. بناء على قرار من مجلس الدولة، قالت إن إدارة الضرائب والجمارك تصرفت بشكل مستهجن. لم يؤد هذا التقرير إلى تغيير في السياسة أيضًا.

### لجنة دونر
في 1 يوليو 2019، أنشأ وكيل الوزارة مينو سنيل «لجنة استشارية بشأن تنفيذ المخصصات». وترأس هذه اللجنة الوزير السابق ونائب رئيس مجلس الدولة السابق بيت هاين دونر، والذي أطلق عليها لقب لجنة-دونر. وتألفت اللجنة أيضًا من ويليميان دين أودين ووكيل الوزارة السابق جيتا كلينسما. كانت مهمة هذه اللجنة تقديم المشورة حول كيفية تحسين البدلات. كان للجنة أيضًا مهمة محددة تتمثل في تقييم نطاق التعامل مع قضايا فضائح الاحتيال المتعلقة برعاية الأطفال.
في 12 مارس 2020، قدمت اللجنة تقريرها النهائي، «مراجعة الأعجوبة 2» (بالهولندية: Omzien in verwondering). في ذلك التقرير، أوصت اللجنة بتوسيع نظام التعويض لنحو 300 ضحية ليشمل الآباء الآخرين «الذين عوملوا بطريقة متحيزة من قِبل المؤسسة».
جرى انتقاد نتائج هذا التقرير. على سبيل المثال، اتُهمت اللجنة بأنها لم تكن حاسمة بما يكفي لدور مجلس الدولة، الذي كان دونر نفسه نائبًا لرئيسه في ذلك الوقت. كما اتُهمت اللجنة بإبعاد السياسيين عن الأذى، وخاصة الوزير السابق آشر. على سبيل المثال، اكتشف الموقع الإخباري Follow the Money أن اللجنة توصلت إلى استنتاجات تتعارض مع النتائج التي توصلت إليها.

### هيئة حماية البيانات الهولندية
بعد تقارير من RTL Nieuws وTrouw حول استخدام الجنسية في تقييم البدلات، قررت هيئة حماية البيانات الهولندية أيضًا بدء تحقيق في إدارة الضرائب والجمارك في مايو 2019. في يوليو 2020، قدم رئيس هيئة حماية البيانات الهولندية التقرير إلى وكيل الوزارة فان هوفلين. وصفت هيئة حماية البيانات الهولندية أسلوب عمل إدارة الضرائب والجمارك بأنه غير قانوني وتمييزي وغير لائق. كما وصفت هيئة حماية البيانات الهولندية في التقرير أن إدارة الضرائب والجمارك عارضتها. بناءً على هذا التقرير، تدرس هيئة حماية البيانات الهولندية فرض عقوبة أخرى على إدارة الضرائب والجمارك.

### لجنة الاستجواب النيابية حول بدل رعاية الطفل
بمبادرة من عضو البرلمان في بارت سنيل، أنشأ مجلس النواب لجنة تحقيق برلمانية حول بدل رعاية الأطفال في 2 يوليو 2020. كان الهدف هو معرفة إلى أي مدى كان مجلس الوزراء على علم بفضيحة الاحتيال المتعلقة برعاية الطفل ولماذا استغرق الأمر حتى عام 2019 قبل التعرف على ذلك. كما أرادت أقلية من أعضاء مجلس النواب أن يتم الاستماع إلى نواب سابقين أثناء الاستجوابات. تم انتقاد قرار عدم السماح بذلك، لأنه بصفته مشرعًا ومراقبًا للحكومة، كان لمجلس النواب أيضًا دور في فضيحة الاحتيال في بدل رعاية الأطفال.
ولأن الإفادات أثناء الاستجواب البرلماني لم تعد صالحة من الناحية القانونية للتحقيق الجنائي، وكان التحقيق الجنائي من قبل النيابة العامة لا يزال مستمراً، فقد تم تنسيق الاستجواب مع النيابة العامة. لهذا السبب لم يتم سؤال موظفي الخدمة المدنية عن التنميط العرقي من قبل سلطات الضرائب، لأن هذا جزء من التحقيق الجنائي.
تألفت لجنة التحقيق النيابية من النواب التالية أسماؤهم:
- كريس فان دام (رئيس هيئة الاستئناف الديمقراطي المسيحي)
- أتجي كويكن (نائب رئيس حزب العمال)
- رينسكي ليجتن (الحزب الاشتراكي)
- سليمة بلحاج (ديمقراطيون 66).
- جيروين فان ويجنجاردين (حزب الشعب من أجل الحرية والديمقراطية)
- توم فان دير لي (GroenLinks)
- روي فان آلست (حزب الحرية)
- فيمك ميريل فان كوتين - أريسين (مستقل)

#### الاستجوابات
جرى الاستجواب في نوفمبر 2020. في الأسبوع الأول، تم استجواب اثني عشر خبيرا وكبار المسؤولين السابقين من إدارة الضرائب والجمارك ووزارة المالية ووزارة الشؤون الاجتماعية والعمل. في 18 نوفمبر، استجوبت اللجنة الرؤساء السابقين لمصلحة الضرائب والجمارك. وألقوا باللوم في فضيحة الاحتيال المتعلقة برعاية الأطفال على وزارة الشؤون الاجتماعية والتوظيف. بعد يوم واحد، أشار مسؤولو وزارة الشؤون الاجتماعية والعمل بدورهم إلى إدارة الضرائب والجمارك على أنها سبب فضيحة الاحتيال في بدل رعاية الأطفال. أثناء استجواب ساندرا بالمين، طلبت منها ليختن قراءة جزء من مذكرتها، بحيث أصبحت المقاطع المطلية باللون الأبيض (المخفية) علنية أيضًا. أظهر هذا أنها نصحت بالفعل في عام 2017 بعدم الاستمرار في التقاضي ضد الوالدين.
في الأسبوع الثاني، تم استجواب سبعة (سابقين) من أعضاء الحكومة:
- فرانس ويكرز (وكيل وزارة المالية 2010-2014)
- إريك ويبس (وكيل وزارة المالية 2014-2017)
- مينو سنيل (وكيل وزارة المالية 2017-2019)
- Wopke Hoekstra (وزير المالية 2017-الآن)
- لوديويجك آشر (وزير الشؤون الاجتماعية والتوظيف 2012-2017)
- تمارا فان أرك (وكيل الوزارة للشؤون الاجتماعية والتوظيف 2017-2020)
- مارك روته (رئيس الوزراء 2010 - الآن)

#### التقرير
في 17 ديسمبر 2020، قدمت اللجنة تقريرها بعنوان "ظلم غير مسبوق'' لرئيس مجلس النواب خديجة عريب. وانتقد التقرير إدارة الضرائب والجمارك ووزارة الشؤون الاجتماعية ومجلس الوزراء ومجلس الدولة وكذلك مجلس النواب نفسه. وكتبت اللجنة أنه بسبب تطبيق وزارة المالية لبدل رعاية الأطفال كعملية جماعية، لم يحصل الوالدان على الحماية التي يستحقونها، وبالتالي أدى ذلك لانتهاك "المبادئ الأساسية لسيادة القانون". انتقدت اللجنة -على وجه الخصوص- المعلومات التي قدمتها إدارة الضرائب والجمارك، تجاه وزرائها ومجلس النواب، وتجاه الآباء المتضررين، والسلطة القضائية ووسائل الإعلام. وقالت اللجنة أيضا إنها تلقت معلومات بطيئة وغير كاملة. فمثلا، كان هناك انتقاد لإدارة "روته"، وهو مصطلح نشأ من رسالة نصية من موظف حكومي إلى روته تمت مناقشتها أثناء الاستجوابات. تنص هذه الطريقة في الإدارة على أن التواصل بين المسؤولين والوزراء لا يجب أن يكون علنيًا. ونظرًا لأن التوصيات تقع خارج نطاق اختصاص هذه اللجنة، فقد حثوا المعنيين على معرفة كيف كان بإمكانهم منع ذلك.

## الآثار المترتبة على ذلك

### سياسيًا
في 4 ديسمبر 2019، تم تقديم اقتراح بحجب الثقة عن وكيل وزارة المالية مينو سينل في مناقشة بسبب فضيحة الاحتيال في بدل رعاية الأطفال. لكنه نجا من حجب الثقة بدعم من أحزاب الائتلاف CDA وChristenUnie وD66 وVVD جنبًا إلى جنب مع أحزاب المعارضة GroenLinks وSGP والنائب المستقل فان هاغا. في 18 ديسمبر 2019، استقال سنيل خلال مناقشة حول فضيحة الاحتيال في رعاية الأطفال. وخلفه وزيرا الدولة، الكسندرا فان هوفلين وهانس فيلبريف (كلاهما من D66). كان فان هوفلين مسؤولاً عن إدارات الجمارك والبدلات في إدارة الضرائب والجمارك، وبالتالي عن حل فضيحة الاحتيال المتعلقة برعاية الأطفال.
في ديسمبر 2020، بعد تقرير لجنة الاستجواب البرلمانية، اعتذر وزير الشؤون الاجتماعية والعمل السابق لوديويك آشر شخصيًا عن دوره في فضيحة الاحتيال في رعاية الأطفال. أدى دوره في فضيحة تزوير رعاية الأطفال إلى نقاش داخل الحزب حول وضعه كزعيم للانتخابات البرلمانية لعام 2021. في البداية أشار إلى أنه يريد الاستمرار في قيادة الحزب. ومع ذلك، في 14 يناير 2021، أعلن آشر أنه سيتنحى عن منصب زعيم الحزب وعضو البرلمان.
في 10 يناير 2021، أعلن زعيم حزب اليسار الأخضر في البرلمان، جيسي كلافر، عن اقتراح بحجب الثقة عن حكومة روته الثالثة أُعِد للمناقشة في 15 يناير 2021 حول تقرير لجنة الاستجواب البرلمانية. أشارت المعارضة بأكملها إلى أنها إما أيدت الاقتراح أو نظرت فيه بجدية. قبل هذا النقاش مباشرة، قرر مجلس الوزراء بشكل جماعي الاستقالة والاستمرار في تشكيل مجلس الوزراء المنزوع من السلطة (تسيير الأعمال) حتى الانتخابات العامة الهولندية المقررة لعام 2021 والتي ستجرى بعد شهرين. بالإضافة إلى ذلك، قرر وزير الشؤون الاقتصادية إريك ويبس الاستقالة على الفور.

### الملاحقة القضائية
بالفعل في 28 نوفمبر 2019، بحثت اللجنة البرلمانية للشؤون المالية إمكانيات مقاضاة وكيل الوزارة آنذاك سنيل وموظفيه المدنيين. في نفس الوقت تقريبًا، كانت هناك أيضًا دعوة داخل الخدمة المدنية في إدارة الضرائب والجمارك لاتخاذ إجراءات تأديبية وقضائية ضد المسؤولين التنفيذيين المعنيين. بعد استقالة سنيل، أشار الوزير Hoekstra في 12 يناير 2020 إلى أنه لا يرى مؤشرات على أعمال إجرامية من قبل إدارة الضرائب والجمارك. بناءً على إصرار مجلس النواب، قرر Hoekstra مع ذلك أن يطلب من وكالة خارجية إعادة تقييم المعلومات الخاصة بالإجرام، كما دعا الجميع إلى الإبلاغ عن معلومات حول الأعمال الإجرامية. في 19 مايو 2020، قدمت وزارة المالية مع ذلك بلاغًا ضد إدارة الضرائب والجمارك نتيجة فضيحة الاحتيال في رعاية الأطفال. الدعوى تتعلق بالتمييز المهني في الفترة من 2013 إلى 2017. أعرب النائب أومتزيغت عن مخاوفه من تحقيق جنائي من قبل النيابة العامة، بالنظر إلى أن النيابة العامة نفسها لعبت أيضًا دورًا في فضيحة الاحتيال في رعاية الأطفال، من خلال معالجة الأمور بموجب القانون الإداري بدلاً من القانون الجنائي بالتشاور مع السلطات الضريبية.
بالإضافة إلى التقرير المقدم من وزارة المالية، في 28 فبراير 2020، تم تقديم خمسة بلاغات أخرى إلى النيابة العامة ضد سلطات الضرائب لأفعال إجرامية تتعلق بفضيحة الاحتيال في رعاية الأطفال. من المعروف أن أحد التقارير قد تم إجراؤه بواسطة الآباء المخدوعين في ديسمبر 2019، ولكن لا يوجد شخص أو سبب معروف للآخرين.
في 7 يناير 2021، أعلنت النيابة العامة أنها لن تبدأ تحقيقًا جنائيًا، لأنها بعد تقييم دقيق لم تجد شكوك جنائية. وذكرت النيابة العامة أنه لا يوجد دليل على التمييز المهني. بالإضافة إلى ذلك، أشارت النيابة العامة إلى الحصانة الجنائية لإدارة الضرائب والجمارك كجزء من الدولة، والتي تشمل أيضًا مسؤوليها الذين نفذوا السياسة، بشرط ألا يتصرفوا لمصلحتهم أو مصالحهم. وأوضحت النيابة العامة أن سوء معاملة الوالدين ترجع إلى خيارات إدارية وسياسية تندرج المحاسبة عنها في المجال السياسي. أشارت مجموعة من الآباء المخدوعين ومحاميهم إلى أنهم يعتزمون مقاضاة النيابة العامة للشروع في الملاحقة الجنائية.
قدمت مجموعة من عشرين من الآباء المخدوعين شكوى في 12 يناير 2021 ضد عدد من المسؤولين الحكوميين المعنيين ؛ تمارا فان أرك، ووبكي هويكسترا، وإريك ويبس، ومينو سينيل، ولوديويجك أسشر. وبحسب المحامي الذي يمثل الآباء، فإن هؤلاء الوزراء مذنبون بارتكاب جريمة جنائية وإهمال. ولأنه يتعلق بوزراء (سابقين)، فقد تم تقديم هذا الإعلان إلى النائب العام للمحكمة العليا.

### التعويضات
في مارس 2020، أصدرت لجنة دونر توصيات لتعويض الآباء المخدوعين. بعد يوم واحد، توصل وكيل الوزارة فان هوفلين إلى خطة تعويض أكثر شمولاً، بلغ مجموعها نصف مليار يورو. في يوليو 2020، تم إنشاء إدارة خاصة في وزارة المالية لهذا التعويض. نظرًا لأن دفع التعويض كان بطيئًا، فقد نجح الحزب الاشتراكي SP في دفع هدية عيد الميلاد بقيمة 750 يورو، والتي تم دفعها في ديسمبر 2020 إلى 8500 -9500 من الآباء المخدوعين. في ديسمبر 2020، تم تمديد هذه الهدية إلى 7000 آخرين من الآباء المخدوعين.
رداً على تقرير لجنة الاستجواب البرلمانية، أعلن فان هوفلين في 22 ديسمبر 2020 أن جميع الآباء المخدوعين سيحصلون على تعويض قدره 30 ألف يورو، بغض النظر عن الخسارة المالية، ما لم يكونوا مؤهلين للحصول على تعويض أعلى. يجب أن يتم ذلك في غضون أربعة أشهر، حيث سيتم توسيع عملية الاسترداد.
في يوليو 2020، تم الإعلان عن رغبة وكيل الوزارة سنيل في تعويض الآباء المخدوعين في قضية CAF 11 سابقًا، في يونيو 2019. تم رفض هذا في ذلك الوقت من قبل مجلس الوزراء، لأنهم أرادوا انتظار تقرير لجنة دونر وخوفًا من وضع سابقة. كما كان هناك خلاف بين وزارة الشؤون الاجتماعية والعمل ووزارة المالية حول مَن سيدفع التعويض.